# کایسا ماکاراینن
کایسا مَکَرَینِن (فنلاندی: Kaisa Mäkäräinen؛ زادهٔ ۱۱ ژانویهٔ ۱۹۸۳) ورزشکار دوگانه و اسکی‌باز صحرانوردی اهل فنلاند است.